# Copa del Mundo de Bobsleigh 2018–19
La Copa del Mundo de Bobsleigh 2018–19 es una serie de varias carreras durante una temporada en Bobsleigh. La temporada empieza el 8 de diciembre de 2018 en Sigulda, Letonia, y concluye el 24 de febrero de 2019 en Calgary, Canadá. La Copa del Mundo está organizada por la IBSF (antiguamente la FIBT), que también organiza Copas del Mundo y Campeonatos en skeleton. La temporada es patrocinada principalmente por BMW.

## Calendario
| Lugar       | Fecha                      |
| Sigulda     | 7–9 de diciembre de 2018   |
| Winterberg  | 15–16 de diciembre de 2018 |
| Altenberg   | 5–6 de enero de 2019       |
| Königssee   | 12–13 de enero de 2019     |
| Igls        | 19–20 de enero de 2019     |
| St. Moritz  | 26–27 de enero de 2019     |
| Lake Placid | 15–16 de febrero de 2019   |
| Calgary     | 23–24 de febrero de 2019   |
| Whistler    | 3–9 de marzo de 2019       |

## Resultados

### Hombres

#### A2
| Evento      | Oro                                    | Tiempo                      | Plata                              | Tiempo                      | Bronce                             | Tiempo                      |
| Sigulda 1   | Francesco Friedrich Alexander Schüller | 1:39,97 (49,86 / 50,11)     | Oskars Ķibermanis Matīss Miknis    | 1:40,39 (50,14 / 50,25)     | Benjamin Maier Markus Sammer       | 1:40,63 (50,11 / 50,54)     |
| Sigulda 2   | Francesco Friedrich Martin Grothkopp   | 1:40,25 (50,00 / 50,25)     | Oskars Ķibermanis Matīss Miknis    | 1:40,31 (50,02 / 50,29)     | Christoph Hafer Tobias Schneider   | 1:40,50 (50,07 / 50,43)     |
| Altenberg   | Francesco Friedrich Thorsten Margis    | 1:52,19 (56,38 / 55,81)     | Justin Kripps Cameron Stones       | 1:52,56 (56,30 / 56,26)     | Oskars Ķibermanis Matīss Miknis    | 1:52,67 (56,37 / 56,30)     |
| Königssee   | Francesco Friedrich Martin Grothkopp   | 1:39,01 (49,54 / 49,47)     | Justin Kripps Cameron Stones       | 1:39,12 (49,51 / 49,61)     | Johannes Lochner Christian Rasp    | 1:39,44 (49,67 / 49,77)     |
| Igls        | Francesco Friedrich Thorsten Margis    | 1:42,85 (51,39 / 51,46)     | Johannes Lochner Florian Bauer     | 1:43,00 (51,47 / 51,53)     | Oskars Ķibermanis Matīss Miknis    | 1:43,19 (51,49 / 51,70)     |
| St. Moritz  | Francesco Friedrich Alexander Schüller | 2:12,29 (1:06,24 / 1:06,05) | Johannes Lochner Christian Rasp    | 2:12,69 (1:06,55 / 1:06,14) | Oskars Ķibermanis Matīss Miknis    | 2:12,80 (1:06,46 / 1:06,34) |
| Lake Placid | Francesco Friedrich Thorsten Margis    | 1:52,35 (55,97 / 56,38)     | Romain Heinrich Dorian Hauterville | 1:52,63 (56,12 / 56,51)     | Justin Kripps Cameron Stones       | 1:52,65 (56,17 / 56,48)     |
| Calgary     | Francesco Friedrich Thorsten Margis    | 1:50,84 (55,47 / 55,37)     | Justin Kripps Ryan Sommer          | 1:50,93 (55,51 / 55,42)     | Johannes Lochner Christopher Weber | 1:51,07 (55,63 / 55,44)     |

#### A4
| Evento       | Oro                 | Tiempo                      | Plata               | Tiempo                      | Bronce              | Tiempo                      |
| Winterberg 1 | Nico Walther        | 1:48,61 (54,24 / 54,37)     | Francesco Friedrich | 1:48,68 (54,26 / 54,42)     | Johannes Lochner    | 1:48,83 (54,48 / 54,35)     |
| Winterberg 2 | Francesco Friedrich | 1:48,57 (54,37 / 54,20)     | Johannes Lochner    | 1:48,93 (54,39 / 54,54)     | Nico Walther        | 1:49,03 (54,52 / 54,51)     |
| Altenberg    | Francesco Friedrich | 1:48,47 (54,15 / 54,32)     | Oskars Ķibermanis   | 1:48,78 (54,40 / 54,38)     | Nico Walther        | 1:48,98 (54,55 / 54,43)     |
| Königssee    | Johannes Lochner    | 1:37,74 (48,97 / 48,77)     | Oskars Ķibermanis   | 1:37,92 (49,01 / 48,91)     | Francesco Friedrich | 1:37,96 (49,03 / 48,93)     |
| Igls         | Francesco Friedrich | 1:41,17 (50,42 / 50,75)     | Oskars Ķibermanis   | 1:41,36 (50,55 / 50,81)     | Johannes Lochner    | 1:41,61 (50,81 / 50,80)     |
| St. Moritz   | Francesco Friedrich | 2:10,48 (1:05,46 / 1:05,02) | Johannes Lochner    | 2:10,99 (1:05,59 / 1:05,40) | Oskars Ķibermanis   | 2:11,01 (1:05,82 / 1:05,19) |
| Lake Placid  | Justin Kripps       | 1:49,54 (54,79 / 54,75)     | Oskars Ķibermanis   | 1:49,61 (54,78 / 54,83)     | Maksim Andrianov    | 1:49,67 (54,77 / 54,90)     |
| Calgary      | Francesco Friedrich | 1:47,63 (53,60 / 54,03)     | Nico Walther        | 1:47,82 (53,69 / 54,13)     | Johannes Lochner    | 1:47,84 (53,83 / 54,01)     |

### Mujeres
| Evento      | Oro                                     | Tiempo                      | Plata                                   | Tiempo                      | Bronce                                  | Tiempo                      |
| Sigulda     | Mariama Jamanka Annika Drazek           | 1:42,68 (51,28 / 51,40)     | Nadezhda Sergeeva Yulia Belomestnykh    | 1:43,29 (51,26 / 51,73)     | Anna Köhler Lisa Sophie Gericke         | 1:43,50 (51,80 / 51,70)     |
| Winterberg  | Stephanie Schneider Ann-Christin Strack | 1:53,57 (56,87 / 56,70)     | Mariama Jamanka Annika Drazek           | 1:53,64 (56,79 / 56,85)     | Elana Meyers Taylor Lake Kwaza          | 1:53,65 (56,96 / 56,69)     |
| Altenberg   | Mariama Jamanka Annika Drazek           | 1:57,25 (59,07 / 58,18)     | Christine de Bruin Kristen Bujnowski    | 1:57,56 (59,18 / 58,38)     | Elana Meyers Taylor Lake Kwaza          | 1:57,64 (59,13 / 58,51)     |
| Königssee   | Mariama Jamanka Annika Drazek           | 1:41,70 (50,85 / 50,85)     | Elana Meyers Taylor Lake Kwaza          | 1:42,06 (51,18 / 50,88)     | Stephanie Schneider Ann-Christin Strack | 1:42,19 (51,17 / 51,02)     |
| Igls        | Stephanie Schneider Ann-Christin Strack | 1:46,06 (53,10 / 52,96)     | Mariama Jamanka Kira Lipperheide        | 1:46,17 (53,09 / 53,08)     | Elana Meyers Taylor Sylvia Hoffmann     | 1:46,23 (53,04 / 53,19)     |
| St. Moritz  | Elana Meyers Taylor Lauren Gibbs        | 2:16,11 (1:08,09 / 1:08,02) | Stephanie Schneider Lisa Sophie Gericke | 2:16,71 (1:08,21 / 1:08,50) | Mariama Jamanka Franziska Bertels       | 2:16,87 (1:08,31 / 1:08,56) |
| Lake Placid | Elana Meyers Taylor Lake Kwaza          | 1:54,79 (57,31 / 57,48)     | Christine de Bruin Kristen Bujnowski    | 1:55,17 (57,34 / 57,83)     | Stephanie Schneider Deborah Levi        | 1:55,27 (57,20 / 58,07)     |
| Calgary     | Mariama Jamanka Annika Drazek           | 1:53,63 (56,65 / 56,98)     | Elana Meyers Taylor Lauren Gibbs        | 1:53,94 (56,84 / 57,10)     | Stephanie Schneider Ann-Christin Strack | 1:54,05 (56,96 / 57,09)     |